# Penisola di Avalon
La penisola di Avalon è una vasta penisola (9 220 km²) localizzata all'estremità sudorientale dell'isola di Terranova. È abitata da 242.875 persone, approssimativamente il 49% dell'intera popolazione di Terranova.
La penisola di Avalon ha approssimativamente la forma di una stella a cinque punte, in quanto è formata da quattro penisole ed è collegata al resto dell'isola dall'istmo di Avalon, largo appena 5 km. Nella penisola di Nord-Est, c'è St John's, capitale della provincia canadese di Terranova e Labrador. Le sue quattro baie (Trinity Bay, Conception Bay, St. Mary's Bay e la baia di Placentia) sono state a lungo le basi da cui partivano le flotte di Terranova per la pesca nei Grandi Banchi.
Dal punto di vista geologico, la penisola di Avalon è costituita da rocce sedimentarie e vulcaniche del Precambriano. L'oceano Atlantico si aprì, circa 150 Ma di anni fa, seguendo l'antica catena sorta dall'orogenesi caledoniana, ossia l'antico sistema montuoso del Paleozoico sorto per l'interazione degli antichi continenti Laurentia (la base dell'attuale America settentrionale) e Baltica (la base delle regioni dell'Europa settentrionale). L'apertura tuttavia non coincise esattamente con quella vecchia sutura. L'analisi dei fossili, infatti, mostra che la penisola di Avalon, finita dalla "sponda" di Laurentia, in realtà è geologicamente simile al Galles, alla Spagna e al Nordafrica. In altri termini, la penisola di Avalon è differente dal resto dell'isola di Terranova e simile ai territori posti sulla sponda europea dell'Atlantico. In realtà la penisola di Avalon è differente geologicamente anche dalle terre derivate dal paleocontinente Baltica e si ipotizza che appartenesse a un piccolo continente autonomo, detto Avalonia. Richard Fortey ha ipotizzato che, durante il primo Ordoviciano, Avalonia fosse separata da Baltica da un oceano battezzato mare di Tornquist.